# Grand Prix automobile d'Espagne 1995
GP précédent GP suivant
Le Grand Prix automobile d'Espagne 1995 (Marlboro Gran Premio de España), disputé sur le Circuit de Catalogne à Barcelone en Espagne le 14 mai 1995, est la vingt-cinquième édition du Grand Prix, le 568e Grand Prix de Formule 1 couru depuis 1950 et la quatrième manche du championnat 1995.

## Grille de départ
| Pos. | No | Pilote                 | Écurie             | Temps Q1       | Temps Q2       | Écart     |
| ---- | -- | ---------------------- | ------------------ | -------------- | -------------- | --------- |
| 1    | 1  | Michael Schumacher     | Benetton-Renault   | 1 min 23 s 535 | 1 min 21 s 452 |           |
| 2    | 27 | Jean Alesi             | Ferrari            | 1 min 23 s 104 | 1 min 22 s 052 | + 0 s 600 |
| 3    | 28 | Gerhard Berger         | Ferrari            | 1 min 23 s 458 | 1 min 22 s 071 | + 0 s 619 |
| 4    | 6  | David Coulthard        | Williams-Renault   | 1 min 23 s 496 | 1 min 22 s 332 | + 0 s 880 |
| 5    | 5  | Damon Hill             | Williams-Renault   | 1 min 24 s 356 | 1 min 22 s 349 | + 0 s 897 |
| 6    | 15 | Eddie Irvine           | Jordan-Peugeot     | 1 min 24 s 891 | 1 min 23 s 352 | + 1 s 900 |
| 7    | 2  | Johnny Herbert         | Benetton-Renault   | 1 min 24 s 461 | 1 min 23 s 536 | + 2 s 084 |
| 8    | 14 | Rubens Barrichello     | Jordan-Peugeot     | 1 min 26 s 413 | 1 min 23 s 705 | + 2 s 253 |
| 9    | 8  | Mika Häkkinen          | McLaren-Mercedes   | 1 min 24 s 427 | 1 min 23 s 833 | + 2 s 381 |
| 10   | 7  | Nigel Mansell          | McLaren-Mercedes   | 1 min 26 s 246 | 1 min 23 s 927 | + 2 s 475 |
| 11   | 25 | Martin Brundle         | Ligier-Mugen-Honda | 1 min 26 s 747 | 1 min 24 s 727 | + 3 s 275 |
| 12   | 30 | Heinz-Harald Frentzen  | Sauber-Ford        | 1 min 25 s 655 | 1 min 24 s 802 | + 3 s 350 |
| 13   | 4  | Mika Salo              | Tyrrell-Yamaha     | 1 min 26 s 462 | 1 min 24 s 971 | + 3 s 519 |
| 14   | 9  | Gianni Morbidelli      | Arrows-Hart        | 1 min 27 s 280 | 1 min 25 s 053 | + 3 s 601 |
| 15   | 26 | Olivier Panis          | Ligier-Mugen-Honda | 1 min 25 s 902 | 1 min 25 s 204 | + 3 s 752 |
| 16   | 12 | Jos Verstappen         | Simtek-Ford        | 1 min 27 s 666 | 1 min 25 s 827 | + 4 s 375 |
| 17   | 3  | Ukyo Katayama          | Tyrrell-Yamaha     | 1 min 26 s 033 | 1 min 25 s 946 | + 4 s 494 |
| 18   | 10 | Taki Inoue             | Arrows-Hart        | 1 min 26 s 846 | 1 min 26 s 059 | + 4 s 607 |
| 19   | 23 | Pierluigi Martini      | Minardi-Ford       | 1 min 28 s 008 | 1 min 26 s 619 | + 5 s 167 |
| 20   | 29 | Karl Wendlinger        | Sauber-Ford        | 1 min 28 s 305 | 1 min 27 s 007 | + 5 s 555 |
| 21   | 24 | Luca Badoer            | Minardi-Ford       | 1 min 28 s 563 | 1 min 27 s 345 | + 5 s 893 |
| 22   | 11 | Domenico Schiattarella | Simtek-Ford        | 1 min 28 s 312 | 1 min 27 s 575 | + 6 s 123 |
| 23   | 17 | Andrea Montermini      | Pacific-Ford       | 1 min 29 s 942 | 1 min 28 s 094 | + 6 s 642 |
| 24   | 16 | Bertrand Gachot        | Pacific-Ford       | 1 min 30 s 429 | 1 min 28 s 598 | + 7 s 146 |
| 25   | 22 | Roberto Moreno         | Forti-Ford         | 1 min 31 s 063 | 1 min 28 s 963 | + 7 s 511 |
| 26   | 21 | Pedro Diniz            | Forti-Ford         | 1 min 30 s 578 | 1 min 29 s 540 | + 8 s 088 |

## Classement de la course
| Pos. | No | Pilote                 | Écurie             | Tours | Temps/Abandon                      | Grille | Points |
| ---- | -- | ---------------------- | ------------------ | ----- | ---------------------------------- | ------ | ------ |
| 1    | 1  | Michael Schumacher     | Benetton-Renault   | 65    | 1 h 34 min 20 s 507 (195,410 km/h) | 1      | 10     |
| 2    | 2  | Johnny Herbert         | Benetton-Renault   | 65    | + 51 s 988                         | 7      | 6      |
| 3    | 28 | Gerhard Berger         | Ferrari            | 65    | + 1 min 05 s 237                   | 3      | 4      |
| 4    | 5  | Damon Hill             | Williams-Renault   | 65    | + 2 min 01 s 749                   | 5      | 3      |
| 5    | 15 | Eddie Irvine           | Jordan-Peugeot     | 64    | + 1 tour                           | 6      | 2      |
| 6    | 26 | Olivier Panis          | Ligier-Mugen-Honda | 64    | + 1 tour                           | 15     | 1      |
| 7    | 14 | Rubens Barrichello     | Jordan-Peugeot     | 64    | + 1 tour                           | 8      |        |
| 8    | 30 | Heinz-Harald Frentzen  | Sauber-Ford        | 64    | + 1 tour                           | 12     |        |
| 9    | 25 | Martin Brundle         | Ligier-Mugen-Honda | 64    | + 1 tour                           | 11     |        |
| 10   | 4  | Mika Salo              | Tyrrell-Yamaha     | 64    | + 1 tour                           | 13     |        |
| 11   | 9  | Gianni Morbidelli      | Arrows-Hart        | 63    | + 2 tours                          | 14     |        |
| 12   | 12 | Jos Verstappen         | Simtek-Ford        | 63    | + 2 tours                          | 16     |        |
| 13   | 29 | Karl Wendlinger        | Sauber-Ford        | 63    | + 2 tours                          | 20     |        |
| 14   | 23 | Pierluigi Martini      | Minardi-Ford       | 62    | + 3 tours                          | 19     |        |
| 15   | 11 | Domenico Schiattarella | Simtek-Ford        | 61    | + 4 tours                          | 22     |        |
| Abd. | 3  | Ukyo Katayama          | Tyrrell-Yamaha     | 56    | Moteur                             | 17     |        |
| Abd. | 6  | David Coulthard        | Williams-Renault   | 54    | Boîte de vitesses                  | 4      |        |
| Abd. | 8  | Mika Häkkinen          | McLaren-Mercedes   | 53    | Pression d'essence                 | 9      |        |
| Abd. | 10 | Taki Inoue             | Arrows-Hart        | 43    | Incendie                           | 18     |        |
| Abd. | 16 | Bertrand Gachot        | Pacific-Ford       | 43    | Incendie                           | 24     |        |
| Abd. | 22 | Roberto Moreno         | Forti-Ford         | 39    | Pompe à eau                        | 25     |        |
| Abd. | 27 | Jean Alesi             | Ferrari            | 25    | Moteur                             | 2      |        |
| Abd. | 24 | Luca Badoer            | Minardi-Ford       | 21    | Boîte de vitesses                  | 21     |        |
| Abd. | 7  | Nigel Mansell          | McLaren-Mercedes   | 18    | Tenue de route                     | 10     |        |
| Abd. | 21 | Pedro Diniz            | Forti-Ford         | 17    | Boîte de vitesses                  | 26     |        |
| Np.  | 17 | Andrea Montermini      | Pacific-Ford       | 0     | Boîte de vitesses                  | 23     |        |

## Pole position et record du tour
- Pole position :  Michael Schumacher en 1 min 21 s 452 (vitesse moyenne : 208,923 km/h).
- Meilleur tour en course :  Damon Hill en 1 min 24 s 531 au 46e tour (vitesse moyenne : 201,313 km/h).

## Tours en tête
- Michael Schumacher : 65 tours (1-65)

## Statistiques
- 12e victoire pour Michael Schumacher.
- 17e victoire pour Benetton en tant que constructeur.
- 62e victoire pour Renault en tant que motoriste.
- 187e et dernier Grand Prix pour Nigel Mansell.

## Classements généraux à l'issue de la course
- Note : Benetton et Williams ont été disqualifiés lors du Grand Prix inaugural du Brésil pour utilisation de carburant non conforme à la réglementation de la Formule 1[3]. L'échantillon d'essence prélevé à l'issue de la course ne correspondait pas aux spécifications de l'échantillon témoin fourni à la FIA[4]. Les écuries ont fait appel de cette décision, ce qui a conduit à une annulation de la sanction concernant les pilotes qui ont conservé leurs points, mais un maintien de la pénalité pour les écuries. Benetton a ainsi perdu les 10 points de la victoire de Michael Schumacher et Williams les 6 points de la seconde place de David Coulthard, d'où une différence entre les points obtenus par ces écuries et les totaux des résultats de leurs pilotes[5],[6].

| Pos. | Pilote                | Écurie             | Points |
| ---- | --------------------- | ------------------ | ------ |
| 1    | Michael Schumacher    | Benetton-Renault   | 24     |
| 2    | Damon Hill            | Williams-Renault   | 23     |
| 3    | Jean Alesi            | Ferrari            | 14     |
| 4    | Gerhard Berger        | Ferrari            | 13     |
| 5    | Johnny Herbert        | Benetton-Renault   | 9      |
| 6    | David Coulthard       | Williams-Renault   | 9      |
| 7    | Mika Häkkinen         | McLaren-Mercedes   | 5      |
| 8    | Heinz-Harald Frentzen | Sauber-Ford        | 3      |
| 9    | Eddie Irvine          | Jordan-Peugeot     | 2      |
| 10   | Mark Blundell         | McLaren-Mercedes   | 1      |
| 11   | Olivier Panis         | Ligier-Mugen-Honda | 1      |

| Pos. | Écurie             | Points |
| ---- | ------------------ | ------ |
| 1    | Ferrari            | 27     |
| 2    | Williams-Renault   | 26     |
| 3    | Benetton-Renault   | 23     |
| 4    | McLaren-Mercedes   | 6      |
| 5    | Sauber-Ford        | 3      |
| 6    | Jordan-Peugeot     | 2      |
| 7    | Ligier-Mugen-Honda | 1      |